# Ellen Johnson Sirleaf
Ellen Johnson-Sirleaf (Monróvia, 29 de outubro de 1938) é uma política liberiana, foi presidente da Libéria de 2006 até 2018. Foi a vencedora das eleições presidenciais de 8 de novembro de 2005, em que derrotou o ex-futebolista George Weah. Foi reeleita em 2011 para um novo mandato, tendo recebido o Prêmio Nobel da paz de 2011, juntamente com a compatriota Leymah Gbowee e a iemenita Tawakel Karman.

## Biografia
Líder do Partido da Unidade (Unity Party), foi a primeira mulher eleita chefe de estado de um país africano (Carmen Pereira foi a primeira mulher a presidir um pais africano, com um mandato interino de presidente da Guiné-Bissau, de 14 a 16 de maio de 1984). Johnson-Sirleaf estudou na Universidade de Harvard, e participou pela primeira vez no governo liberiano durante o mandato do presidente William Tolbert, quando desempenhou o cargo de ministra das finanças (desde 1970). Em 1985, sendo candidata para ocupar um assento no Senado, criticou publicamente o regime militar, o que lhe valeu uma condenação de dez anos de prisão, embora fosse libertada pouco depois de ser presa. Depois da passagem pela cadeia, viveu no exílio até 1997, quando regressa à Libéria como economista do Banco Mundial e do Citibank em África.

### Carreira política
Embora inicialmente Johnson-Sirleaf tenha apoiado a revolta de Charles Ghankay Taylor contra o general Samuel Doe, posteriormente passou à oposição e participou nas eleições liberianas de 1997, nas quais obteve apenas cerca de 10% dos votos enquanto Charles Ghankay Taylor teve cerca de 75% (suspeita-se de fraude nas eleições). Este acusou-a de traição ao país, e ela fez campanhas públicas solicitando a saída do poder de Taylor. Johnson-Sirleaf desempenhou um papel activo no governo de transição anterior às eleições presidenciais de 2005, assumindo a liderança do Partido da Unidade depois da saída de Taylor do país.
Na primeira volta das eleições, a sua candidatura foi a segunda mais votada com 175 520 votos, passando à segunda volta definitiva na qual enfrentou George Weah. Em 11 de Novembro de 2005, com um escrutínio de 97% dos votos, a Comissão Eleitoral Nacional da Libéria declarou Johnson-Sirleaf vencedora das eleições, resultado não aceite por Weah, que apresentou um recurso junto do Supremo Tribunal liberiano pedindo que se suspendesse o escrutínio por supostas irregularidades. Em 23 de Novembro esse pedido foi rejeitado e Johnson-Sirleaf reconfirmada como presidente. Foi uma das três mulheres galardoadas com o Prémio Nobel da Paz de 2011 graças ao seu trabalho como a Primeira Ministra da Libéria, atraindo investidores para a renovação do seu país, já que é um país muito pobre, sem infraestruturas, esgotos, canalização, água potável, nada. Tenta implantar um regime de igualdade para mulheres e homens, garantindo direitos iguais para ambos os sexos. Na sua luta apela a todas as mulheres que são maltratadas para se imporem e às que têm lutado pela liberdade das mulheres que continuem, já que se todos fizerem um pouco para atingirem um mesmo objetivo será mais fácil e haverá maiores probabilidades de esse mesmo objetivo ser atingido.
Em março de 2012, Ellen foi entrevistada juntamente com o ex-primeiro-ministro do Reino Unido Tony Blair pelo jornal britânico Guardian. Na ocasião ela defendeu as leis de seus país, a Libéria, que classificam como crime práticas homossexuais, sob o tipo penal da "sodomia voluntária". Na Libéria e em outros países africanos, as práticas homossexuais são consideradas publicamente como criminosas. Esses países, apesar da pressão exterior do governo dos Estados Unidos, têm resistido a mudar suas leis próprias, que refletem sua concepção sobre o mundo.
Devido a denúncias de  "violações do código interno da formação e atos prejudiciais para a reputação", o UP expulsou Ellen Johnson-Sirleaf da presidência do partido.

## Reconhecimento
É uma das 100 Mulheres da lista da BBC de 2017.